# Final War
Final War was een Amerikaanse punkband uit Orange County (Californië). De band bevond zich in extreemrechtse hoek. Hun liederen zijn racistisch en gaan voornamelijk over white power. De bandleden hebben veelvuldig samengewerkt met andere artiesten in dezelfde scene.

## Geschiedenis
De groep werd in 2000 opgericht door twee "ervaren skinheads" en twee mannen die net van de highschool kwamen. Een jaar later brachten ze de demo Final War demo uit in eigen beheer. Glory unending (2002) en We speak the truth (2004) verschenen op het label Panzerfaust Records, dat uitsluitend white power-gerelateerde muziek uitbracht. In 2002 verleenden ze medewerking aan een verzamelalbum waarmee geld opgehaald werd voor een skinhead die sinds 1988 in de gevangenis zat voor de moord op een immigrant. Tussen 2004 en 2012 werden enkele verzamelalbums uitgebracht op de labels Isenbeck, Whitenoise Records en Strong Survive Records.
In 2007 kreeg de Kroatische gemeenschap in Melbourne kritiek op het faciliteren van een optreden van de band. De Croatia Social Club, de supportersgroep van voetbalclub Melbourne Knights, faciliteerde het optreden van Final War en de Australische skinheadband Fortress op uitnodiging van de Australische takken van de neonazistische groeperingen Blood & Honour en Hammerskins. De voetbalclub distantieerde zich van het handelen van hun supporters.
In 2016 kwam Final War met het verzamelalbum Acoustic op het Duitse RAC-label PC Records. Het album bevat akoestische versies van eerdere nummers. Hierna bleef het stil rond Final War.

## Stijl
De muziek van Final War wordt tot de punk-subgenres Oi! en RAC gerekend. Beide subgenres, RAC zelfs per definitie, brachten veel extreemrechtse bands en artiesten voort. Tekstueel gaan de nummers van Final War over onderwerpen als broederschap, eer en trots binnen het gedachtegoed dat het blanke ras het overheersende ras zou moeten zijn. De band werd geprezen om hun energieke liveshows.

## Belang
Final War was een van de populairste white power-bands in de Verenigde Staten.

## Discografie

### Demo
- Final War demo, 2001

### Studioalbums
- Glory unending, 2002
- We speak the truth, 2004
- Acoustic, 2016

### Verzamelalbums
- Final War, 2006
- The collection, 2012